# Hermes-Gletscher
Der Hermes-Gletscher ist ein 13 km langer Gletscher im Norden des Palmerlands auf der Antarktischen Halbinsel. Er fließt in westlicher Richtung zum Weyerhaeuser-Gletscher und gehört zu den Gletschern, die das Wakefield Highland nach Norden begrenzen.
Der Falklands Island Dependencies Survey entdeckte den Gletscher 1960 nach einer Reihe zuvor vergeblicher Versuche, eine Route zum Earnshaw-Gletscher zu finden. Er stellte einen idealen Weg durch bekanntes Gebiet, weshalb ihn 1962 das UK Antarctic Place-Names Committee nach Hermes benannte, dem Schutzgott der Reisenden aus der griechischen Mythologie. Zahlreiche weitere Objekte in der Umgebung sind gleichfalls nach griechischen Gottheiten benannt.